# 赫伯特·胡佛大楼
赫伯特·胡佛大楼（Herbert C. Hoover Building）是美国商务部的华盛顿哥伦比亚特区总部。
该建筑位于西北区宪法大道1401号，所在街区南到宪法大道，北到宾夕法尼亚大道，西到15街，东到14街，属于联邦三角，总统公园南（椭圆形草坪）以东，国家广场以北，商务部其他建筑、约翰·威尔逊大楼以及罗纳德·里根大楼以西。
该建筑在1932年完成，1981年以赫伯特·胡佛重新命名。胡佛在1921年至1928年担任美国商务部部长，1929-1933年担任美国总统。距离最近的地铁站是联邦三角站。

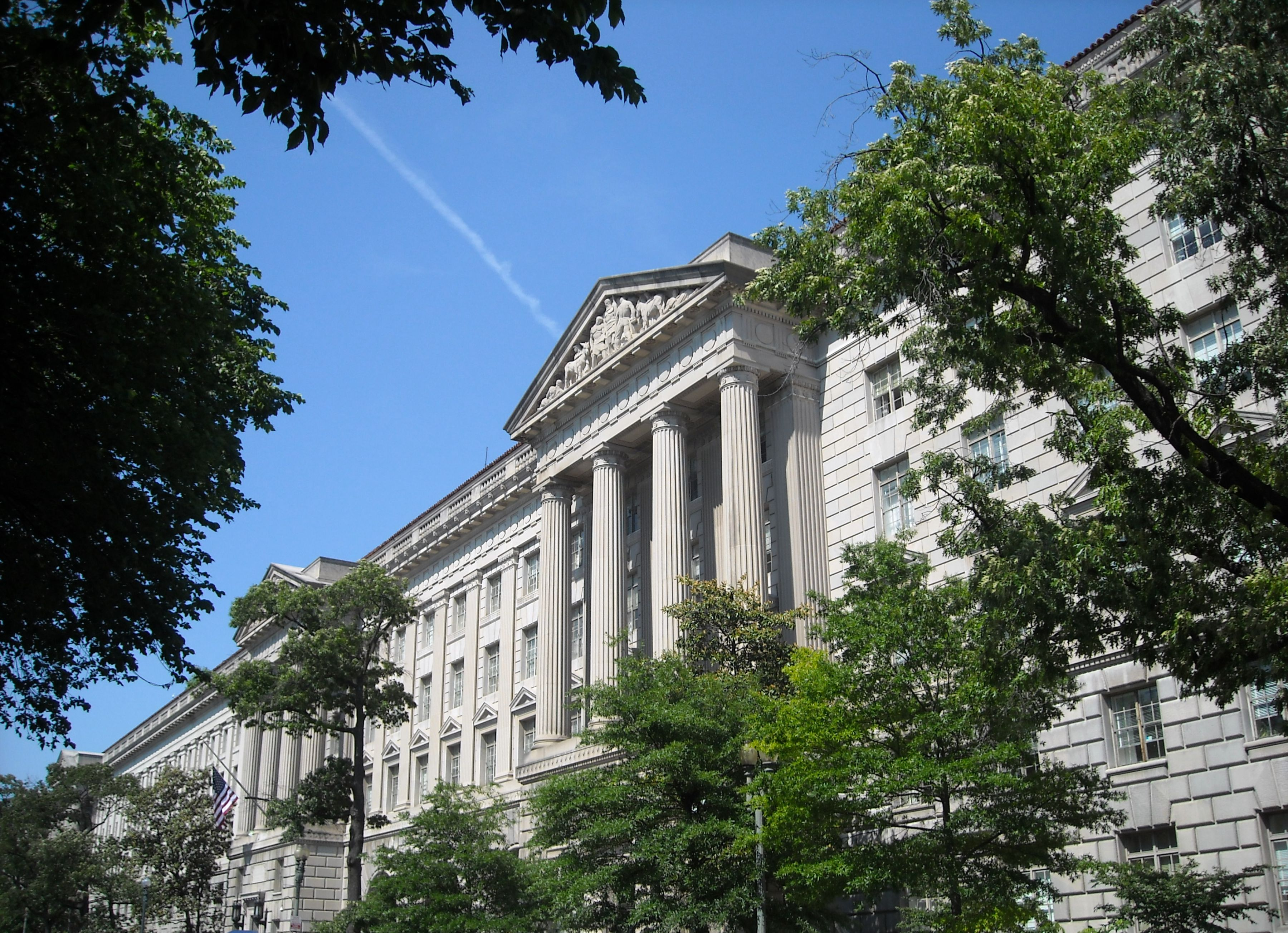

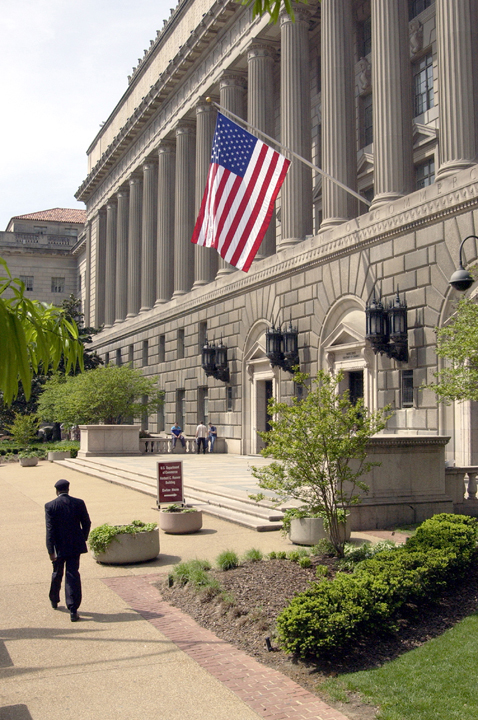

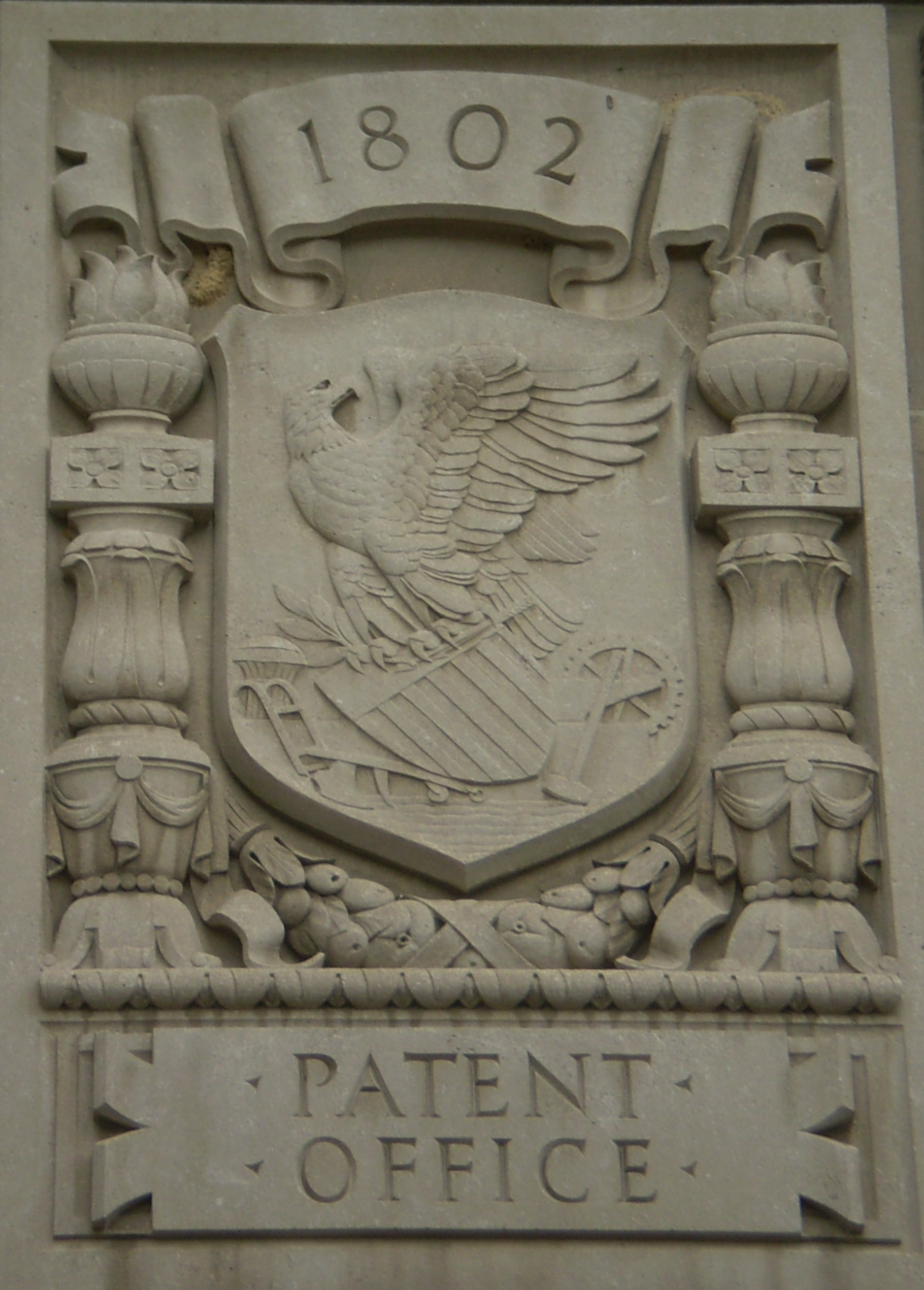

白宫访客中心（一楼）在胡佛大楼。